# Vũ Lập
Vũ Lập (1924-1987) là một Thượng tướng Quân đội nhân dân Việt Nam, nguyên là Bộ trưởng, Chủ nhiệm Ủy ban Dân tộc (Việt Nam).

## Tiểu sử tóm tắt
Ông tên thật là Nông Văn Phách; dân tộc Tày; quê xã Vĩnh Quang, huyện Hòa An, tỉnh Cao Bằng (nay là xã Vĩnh Quang, thành phố Cao Bằng, tỉnh Cao Bằng).
- Ông tham gia cách mạng năm 1941.
- Tháng 12 năm 1944, ông là chiến sĩ Đội Việt Nam Tuyên truyền Giải phóng quân.
- Năm 1945, ông gia nhập Đảng Cộng sản Đông Dương.
- Tháng 8 năm 1945, ông là Ủy viên Quân sự tỉnh Thái Nguyên.
- Từ năm 1946 đến năm 1954, ông làm Trung đoàn phó rồi Trung đoàn trưởng, Tham mưu trưởng Đại đoàn 316.
- Từ năm 1955 đến năm 1964, ông làm Khu phó Khu Tây Bắc, Phó Tư lệnh kiêm Tham mưu trưởng rồi Tư lệnh Quân khu Tây Bắc.
- Tháng 4 năm 1970, ông làm Tư lệnh Quân tình nguyện Việt Nam ở Lào.
- Từ năm 1970 đến năm 1974, ông làm Tư lệnh các mặt trận: 316 và 31 (Thượng Lào).
- Từ tháng 6 năm 1974 đến năm 1976, ông làm Tư lệnh Quân khu Tây Bắc.
- Năm 1976, ông làm Trưởng ban Ban Dân tộc Trung ương và Chủ nhiệm Ủy ban Dân tộc Chính phủ.
- Từ năm 1979 đến năm 1981, ông làm Tư lệnh kiêm Chính ủy Quân khu 2.
- Từ năm 1978 đến năm 1987, ông là Tư lệnh Quân khu 2.

Ông là Ủy viên Ban Chấp hành Trung ương Đảng Cộng sản Việt Nam từ khóa IV đến khóa VI, đại biểu Quốc hội Việt Nam từ khóa VI đến khóa VIII.

## Lịch sử thụ phong quân hàm
| Quân hàm | Tập tin:Vietnam People's Army Major General.jpg | Tập tin:Vietnam People's Army Lieutenant General.jpg | Tập tin:Vietnam People's Army Colonel General.jpg |  |  |  |  |  |  |  |
| Cấp bậc  | Thiếu tướng                                     | Trung tướng                                          | Thượng tướng                                      |  |  |  |  |  |  |  |
|          |                                                 |                                                      |                                                   |  |  |  |  |  |  |  |

## Vinh danh
Do những công lao đóng góp và thành tích cống hiến cho sự nghiệp cách mạng, ông đã được nhà nước Việt Nam tặng thưởng: 
- Huân chương Hồ Chí Minh
- 2Huân chương Quân công hạng nhất
- Huân chương Chiến thắng hạng nhất
- Huân chương Kháng chiến hạng nhất
- 3 Huân chương Chiến sĩ vẻ vang (hạng nhất, nhì, ba)  và nhiều huân chương, huy chương, kỷ niệm chương, huy hiệu khác.
- Tên và tiểu sử của Thượng tướng Vũ Lập đã được đưa vào Từ điển Bách khoa Quân sự Việt Nam (xuất bản năm 1996, tái bản năm 2004).
- ^ Tên của ông [ Vũ Lập ] được HĐND Thành phố Đà Nẵng gắn biển cho một đường phố dài 400m tại quận Liên Chiểu [1] (năm 2013).
- HĐND tỉnh Khánh Hoà gắn biển tên ông cho một đường phố ở Phường Phước Hải, Thành phố Nha Trang (năm 2020)[2].